# 3 (Lied)
3 ist ein Lied der US-amerikanischen Pop-Sängerin Britney Spears aus ihrem Best-of-Album The Singles Collection, das von Max Martin und Shellback produziert wurde.

## Hintergrund
3 ist ein Uptempo-Elektropop-Song, welcher sich durch Synthesizer- und Gesangseffekte auszeichnet. Das dazugehörige Musikvideo wurde am 5. und 6. Oktober gedreht und am 30. Oktober veröffentlicht. Im Juli 2009, während des europäischen Teils der The Circus Starring: Britney Spears-Tour, traf sich Spears in Stockholm mit dem schwedischen Produzenten Max Martin und nahm den Song mit Martin und Shellback in den Maratone Studios auf. 3 wurde zusammen mit der Veröffentlichung der The Singles Collection als erste Single ausgewählt und zu Promozwecken am 29. September 2009 an Radiostationen versendet.

## Musikvideo
Das Musikvideo wurde am 5. und 6. Oktober 2009 in Los Angeles gedreht. Die Regie führte Diane Martel und für die Choreographie waren Tone & Rich verantwortlich. Der Mode-Stylist GK Reid erstellte die Outfits zusammen mit Spears.
Am 15. Oktober 2009 wurden einige Bilder des Videos freigegeben. Es wurde am 30. Oktober 2009 auf Spears’ offizieller Internetpräsenz veröffentlicht.

“I think it’s her [Spears] next sexy video. It’s a very simple video for her […] She’s so sweet and funny and so normal and down to earth. It’s really fun as a director to see her in front of the camera. She’s so creative with this stuff. The video is very simple, it’s very, very minimal. So it’s her, her, her. And she’s totally engaging every second. She really knows how to work with a camera and move. I was really impressed, and I have worked almost with every female artist in the business.”

„Ich denke es ist ein sehr sexy Video von ihr. Es ist sehr einfach gehalten […] Sie ist so süß und lustig und so normal und auf dem Boden geblieben. Es macht wirklich Spaß, sie als Regisseur vor der Kamera zu haben. Sie ist so kreativ mit ihrem Kram. Das Video ist sehr einfach, es ist sehr, sehr minimalistisch gehalten. Es ist einfach nur sie, sie, sie. Und sie ist so engagiert. Sie weiß wirklich wie man sich vor einer Kamera präsentiert. Ich war wirklich beeindruckt und ich habe schon mit fast jedem weiblichen Künstler in diesem Geschäft gearbeitet.“

## Rezeption
In den USA debütierte 3 auf Platz eins und wurde Spears’ dritter Nummer-eins-Hit in den Billboard Hot 100 nach … Baby One More Time und Womanizer. 3 ist eines der Lieder mit dem kürzesten Titel, das je die Spitzenposition der Billboard-Charts erreichte. Das Lied erreichte außerdem Platz eins der Hot Digital Songs, wobei 255.000 Downloadverkäufe in der ersten Woche getätigt wurden. Insgesamt hat sich das Lied in USA über zwei Millionen Mal verkauft, was Doppel-Platin bedeutet.
Außerdem konnte das Lied die Top Ten in der Schweiz, Großbritannien und Kanada sowie in acht weiteren Ländern erreichen.

## Charts und Chartplatzierungen
| ChartsChartplatzierungen       | Höchstplatzierung | Wochen |
| ------------------------------ | ----------------- | ------ |
| Deutschland (GfK)              | 18 (9 Wo.)        | 9      |
| Österreich (Ö3)                | 17 (11 Wo.)       | 11     |
| Schweiz (IFPI)                 | 8 (15 Wo.)        | 15     |
| Vereinigtes Königreich (OCC)   | 7 (12 Wo.)        | 12     |
| Vereinigte Staaten (Billboard) | 1 (20 Wo.)        | 20     |

## Verkäufe und Auszeichnungen
| Land/Region                  | Auszeichnungen für Musikverkäufe (Land/Region, Auszeichnung, Verkäufe) | Verkäufe  |
| ---------------------------- | ---------------------------------------------------------------------- | --------- |
| Australien (ARIA)            | Platin                                                                 | 70.000    |
| Japan (RIAJ)                 | Gold                                                                   | 100.000   |
| Kanada (MC)                  | 2× Platin                                                              | 80.000    |
| Neuseeland (RMNZ)            | Gold                                                                   | 7.500     |
| Südkorea (KMCA)              | —                                                                      | 506.954   |
| Vereinigte Staaten (RIAA)    | 3× Platin                                                              | 3.000.000 |
| Vereinigtes Königreich (BPI) | Silber                                                                 | 200.000   |
| Insgesamt                    | 1× Silber · 2× Gold · 6× Platin ·                                      | 3.964.454 |

Hauptartikel: Britney Spears/Auszeichnungen für Musikverkäufe

## Mitwirkende
- Britney Spears – Gesang
- Max Martin – Songschreiber, Produzent, Keyboard
- Shellback – Songschreiber, Produktion, Keyboard, Gitarre
- Serban Ghenea – Audio Mixing
- Tim Roberts – Audio Engineering
- John Hanes – Vocal editing